# Michael Sharpe (Leichtathlet)
Michael „Mike“ Sharpe (* 15. Juni 1956; † 11. Dezember 2021 in Florida, Vereinigte Staaten) war ein bermudischer Leichtathlet und Sportjournalist.

## Leben
Michael Sharpe startete bei den Olympischen Spielen 1976 in Montreal im 100-Meter-Lauf sowie im 4-mal-100-Meter-Staffellauf.
Sharpe arbeitete als Sportjournalist bei der Bermuda Broadcasting Company und ging 2019 in den Ruhestand. Am 11. Dezember 2021 starb Sharpe im Alter von 65 Jahren in Florida.